# Florin Segărceanu
Florin Segărceanu (n. 29 martie 1961, București, România) este un jucător de tenis de câmp de performanță retras din activitate, legitimat în timpul carierei la CS Dinamo București, unde tatăl său, Aurel Segărceanu, era antrenor.
Începe tenisul la 4 ani și joacă primul concurs la 7 ani. A fost cel mai bun produs al tenisului românesc după cuplul Ilie Năstase/Ion Țiriac și până la apariția generației de aur a cărei lider este Andrei Pavel. A fost multiplu campion național și european, triplu campion universitar.
A jucat turnee ATP din 1980 până în 1992 și și-a păstrat poziția în primii 100 de jucători ai lumii pentru o perioadă de peste 5 ani. Cel mai bun clasament la simplu: 69 ATP. Cel mai bun clasament la dublu: 49 ATP. Absolvent al Facultății de Educație Fizică și Sport.
Component al echipei de Cupa Davis între anii 1978 – 1991 unde a jucat 63 de meciuri, cel mai mare număr de meciuri jucate în această competiție de la Năstase-Țiriac până în prezent. A reușit cel mai bun rezultat al generației sale - calificarea în primele 8 echipe ale lumii, alături de Ilie Năstase.
Din 1995 devine căpitan nejucător și antrenor al echipei de Cupa Davis, iar din 1996 până în prezent,echipa României este o prezență continuă în grupa mondială (primele 16 echipe din lume).
Florin Segărceanu a intrat puternic în afaceri imobiliare încă din 1999, cu o investiție inițială de 300.000 de dolari care a fost urmată de alte investiții concretizate în mai multe proiecte, toate amplasate în zone rezidențiale din centrul și nordul Capitalei, printre care și un bloc de locuințe cu șapte etaje pe strada Mihai Eminescu din centrul Bucureștiului, investiție estimată la circa 2 mil. euro.
În aceeași perioadă, Florin Segărceanu și-a descoperit pasiunea pentru golf. Sportul cu crosa a devenit o parte importantă din viața sa și nu trece nici măcar o săptămână fără să fie prezent pe terenul de golf.
Florin este căsătorit și are 2 copii: Ana-Ilinca și Tudor.

## Legături externe
- Florin Segărceanu, 1,5 mil. euro în extinderea Școlii Little London
- Investiție în Școala Little London[nefuncțională]
- Fostul tenisman Florin Segarceanu a cumparat spatiul in care functioneaza Scoala Little London[nefuncțională]